# Władimir Kożenkow
Władimir Władimirowicz Kożenkow, ros. Владимир Владимирович Коженков (ur. 7 stycznia 1893 r., zm. 4/5 sierpnia 1944 r. w Rudnicy w okupowanej Jugosławii) – rosyjski wojskowy, oficer Rosyjskiego Korpusu Ochronnego podczas II wojny światowej.
Pod koniec stycznia 1916 r. ukończył szkołę gardemarinów, uzyskując stopień miczmana. Brał udział w I wojnie światowej. Służył w morskim lotnictwie Floty Bałtyckiej. Był odznaczony Orderem Św. Jerzego. Pod koniec 1917 r. wstąpił ochotniczo do Armii Dońskiej atamana gen. Piotra N. Krasnowa. W 1918 r. przeszedł do Armii Ochotniczej gen. Antona I. Denikina. Od 1919 r. był dowódcą "wilczej kompanii" w korpusie kawalerii gen. Andrieja G. Szkury, a następnie Dagestańskiego Pułku Konnego. Awansował do stopnia pułkownika. W poł. listopada 1921 r. ewakuował się wraz z resztkami wojsk Białych z Krymu do Gallipoli. Na emigracji zamieszkał w Królestwie SHS. Od 1928 r. działał w Kręgu Byłych Oficerów Morskich w Kotorze. Po zajęciu Jugosławii przez wojska niemieckie w kwietniu 1941 r., wstąpił ochotniczo do nowo formowanego Rosyjskiego Korpusu Ochronnego. Otrzymał stopień Oberleutnanta. Dowodził 6 kompanią jednego z batalionów 3 Pułku. W nocy z 4 na 5 sierpnia 1944 r. w czasie walk o stację kolejową Rudnica dostał się do niewoli partyzantów komunistycznych, po czym natychmiast został rozstrzelany.